# Koszykówka na Letniej Uniwersjadzie 1983
Koszykówka na Letniej Uniwersjadzie 1983 – zawody koszykarskie rozgrywane podczas Letniej Uniwersjady 1983 w Edmonton. W programie znalazły się dwie konkurencje – turniej kobiet i mężczyzn. Rywalizacja kobiet odbyła się po raz dziewiąty w historii letnich uniwersjad, a mężczyźni brali udział w tych zawodach po raz jedenasty w historii.
Złoty medal w turnieju kobiet zdobyła reprezentacja Stanów Zjednoczonych, srebrny Rumunii, a brązowy Jugosławii. W turnieju mężczyzn najlepsi okazali się gospodarze, Kanada, którzy wyprzedzili Jugosławię. Trzecią pozycję zajęły Stany Zjednoczone.
Tytuł mistrzowski w rywalizacji mężczyzn dla Kanady był pierwszym zdobytym przez ten zespół w historii turniejów koszykarskich podczas uniwersjad, a tytuł zdobyty przez reprezentację Stanów Zjednoczonych w rywalizacji kobiet był drugim triumfem tej reprezentacji w historii turniejów koszykarskich podczas uniwersjad.

## Klasyfikacje medalowe

### Wyniki konkurencji
| Konkurencja:     | 1. miejsce        | 2. miejsce | 3. miejsce        |
| Turniej kobiet   | Stany Zjednoczone | Rumunia    | Jugosławia        |
| Turniej mężczyzn | Kanada            | Jugosławia | Stany Zjednoczone |

### Klasyfikacja medalowa państw
| Nr | Państwo           |   |   |   | Ogółem |
| -- | ----------------- | - | - | - | ------ |
| 1. | Stany Zjednoczone | 1 | 0 | 1 | 2      |
| 2. | Kanada            | 1 | 0 | 0 | 1      |
| 3. | Jugosławia        | 0 | 1 | 1 | 2      |
| 4. | Rumunia           | 0 | 1 | 0 | 1      |